# Oscar za nejlepší cizojazyčný film
Seznam cizojazyčných (z hlediska angličtiny, tedy neanglicky mluvených) hraných filmů, které byly oceněny Americkou akademií filmových umění a věd v příslušném roce cenou Oscar.

## Vítězové

### Čtyřicátá léta
| Rok  | Název snímku     | Režie            | Země    |
| ---- | ---------------- | ---------------- | ------- |
| 1947 | Shoe-Shine       | Vittorio De Sica | Itálie  |
| 1948 | Monsieur Vincent | Maurice Cloche   | Francie |
| 1949 | Zloději kol      | Vittorio De Sica | Itálie  |

### Padesátá léta
| Rok  | Název snímku                              | Režie              | Země            |
| ---- | ----------------------------------------- | ------------------ | --------------- |
| 1950 | Au-delà des grilles (Le Mura di Malapaga) | René Clément       | Francie, Itálie |
| 1951 | Rašómon                                   | Akira Kurosawa     | Japonsko        |
| 1952 | Zakázané hry                              | René Clément       | Francie         |
| 1953 | cena neudělena                            |                    |                 |
| 1954 | Brána pekel                               | Teinosuke Kinugasa | Japonsko        |
| 1955 | Samurai                                   | Hiroši Inagaki     | Japonsko        |
| 1956 | Silnice                                   | Federico Fellini   | Itálie          |
| 1957 | Cabiriiny noci                            | Federico Fellini   | Itálie          |
| 1958 | Můj strýček                               | Jacques Tati       | Francie         |
| 1959 | Černý Orfeus                              | Marcel Camus       | Francie         |

### Šedesátá léta
| Rok  | Název snímku            | Režie                 | Země           |
| ---- | ----------------------- | --------------------- | -------------- |
| 1960 | Pramen panny            | Ingmar Bergman        | Švédsko        |
| 1961 | Jako v zrcadle          | Ingmar Bergman        | Švédsko        |
| 1962 | Neděle ve Ville d'Avray | Serge Bourguignon     | Francie        |
| 1963 | 8 1/2                   | Federico Fellini      | Itálie         |
| 1964 | Včera, dnes a zítra     | Vittorio De Sica      | Itálie         |
| 1965 | Obchod na korze         | Ján Kadár, Elmar Klos | Československo |
| 1966 | Muž a žena              | Claude Lelouch        | Francie        |
| 1967 | Ostře sledované vlaky   | Jiří Menzel           | Československo |
| 1968 | Vojna a mír             | Sergej Bondarčuk      | Sovětský svaz  |
| 1969 | Z                       | Costa-Gavras          | Alžírsko       |

### Sedmdesátá léta
| Rok  | Název snímku               | Režie               | Země              |
| ---- | -------------------------- | ------------------- | ----------------- |
| 1970 | Podivné vyšetřování        | Elio Petri          | Itálie            |
| 1971 | Zahrada Finzi-Continiů     | Vittorio De Sica    | Itálie            |
| 1972 | Nenápadný půvab buržoazie  | Luis Buñuel         | Francie           |
| 1973 | Americká noc               | François Truffaut   | Francie           |
| 1974 | Amarcord                   | Federico Fellini    | Itálie            |
| 1975 | Děrsu Uzala                | Akira Kurosawa      | Sovětský svaz     |
| 1976 | Noirs et blancs en couleur | Jean-Jacques Annaud | Pobřeží slonoviny |
| 1977 | La Vie devant soi          | Moše Mizrachi       | Francie           |
| 1978 | Préparez vos mouchoirs     | Bertrand Blier      | Francie           |
| 1979 | Plechový bubínek           | Volker Schlöndorff  | Západní Německo   |

### Osmdesátá léta
| Rok  | Název snímku        | Režie              | Země          |
| ---- | ------------------- | ------------------ | ------------- |
| 1980 | Moskva slzám nevěří | Vladimir Meňšov    | Sovětský svaz |
| 1981 | Mefisto             | István Szabó       | Maďarsko      |
| 1982 | Volver a empezar    | José Luis Garci    | Španělsko     |
| 1983 | Fanny a Alexandr    | Ingmar Bergman     | Švédsko       |
| 1984 | Nebezpečná partie   | Richard Dembo      | Švýcarsko     |
| 1985 | Oficiální verze     | Luis Puenzo        | Argentina     |
| 1986 | De Aanslag          | Fons Rademakers    | Nizozemsko    |
| 1987 | Babettina hostina   | Gabriel Axel       | Dánsko        |
| 1988 | Pelle Dobyvatel     | Bille August       | Dánsko        |
| 1989 | Bio Ráj             | Giuseppe Tornatore | Itálie        |

### Devadesátá léta
| Rok  | Název snímku       | Režie               | Země       |
| ---- | ------------------ | ------------------- | ---------- |
| 1990 | Reise der Hoffnung | Xavier Koller       | Švýcarsko  |
| 1991 | Středozemí         | Gabriele Salvatores | Itálie     |
| 1992 | Indočína           | Régis Wargnier      | Francie    |
| 1993 | Belle Époque       | Fernando Trueba     | Španělsko  |
| 1994 | Unaveni sluncem    | Nikita Michalkov    | Rusko      |
| 1995 | Antonia            | Marleen Gorrisová   | Nizozemsko |
| 1996 | Kolja              | Jan Svěrák          | Česko      |
| 1997 | Charakter          | Mike van Diem       | Nizozemsko |
| 1998 | Život je krásný    | Roberto Benigni     | Itálie     |
| 1999 | Vše o mé matce     | Pedro Almodóvar     | Španělsko  |

### První desetiletí 21. století
| Rok  | Název snímku         | Režie                            | Země                |
| ---- | -------------------- | -------------------------------- | ------------------- |
| 2000 | Tygr a drak          | Ang Lee                          | Tchaj-wan           |
| 2001 | Země nikoho          | Danis Tanović                    | Bosna a Hercegovina |
| 2002 | Nikde v Africe       | Caroline Linková                 | Německo             |
| 2003 | Invaze barbarů       | Denys Arcand                     | Kanada              |
| 2004 | Hlas moře            | Alejandro Amenábar               | Španělsko           |
| 2005 | Tsotsi               | Gavin Hood                       | Jižní Afrika        |
| 2006 | Životy těch druhých  | Florian Henckel von Donnersmarck | Německo             |
| 2007 | Ďáblova dílna        | Stefan Ruzowitzky                | Rakousko            |
| 2008 | Průvodce             | Jójiró Takita                    | Japonsko            |
| 2009 | Tajemství jejich očí | Juan José Campanella             | Argentina           |

### Druhé desetiletí 21. století
| Rok  | Název snímku           | Režie             | Země        |
| ---- | ---------------------- | ----------------- | ----------- |
| 2010 | Lepší svět             | Susanne Bierová   | Dánsko      |
| 2011 | Rozchod Nadera a Simin | Asghar Farhadi    | Írán        |
| 2012 | Láska                  | Michael Haneke    | Rakousko    |
| 2013 | Velká nádhera          | Paolo Sorrentino  | Itálie      |
| 2014 | Ida                    | Paweł Pawlikowski | Polsko      |
| 2015 | Saulův syn             | László Nemes      | Maďarsko    |
| 2016 | Klient                 | Asghar Farhadi    | Írán        |
| 2017 | Fantastická žena       | Sebastián Lelio   | Chile       |
| 2018 | Roma                   | Alfonso Cuarón    | Mexiko      |
| 2019 | Parazit                | Pong Čun-ho       | Jižní Korea |

### Dvacátá léta 21. století
| Rok  | Název snímku           | Režie             | Země               |
| ---- | ---------------------- | ----------------- | ------------------ |
| 2020 | Chlast                 | Thomas Vinterberg | Dánsko             |
| 2021 | Drive My Car           | Rjusuke Hamaguči  | Japonsko           |
| 2022 | Na západní frontě klid | Edward Berger     | Německo            |
| 2023 | Zóna zájmu             | Jonathan Glazer   | Spojené království |
| 2024 | Navždy s vámi          | Walter Salles     | Brazílie           |

## Počet vítězství podle zemí
Tabulka uvádí bilanci ocenění v závislosti na zemi původu vítězného snímku do roku 2022. Ocenění z roku 1950 je započítáno současně u Itálie i Francie.
| Země                | Počet vítězství |
| ------------------- | --------------- |
| Itálie              | 14              |
| Francie             | 12              |
| Japonsko            | 5               |
| Dánsko              | 4               |
| Španělsko           | 4               |
| Německo             | 3               |
| Nizozemsko          | 3               |
| Sovětský svaz       | 3               |
| Švédsko             | 3               |
| Argentina           | 2               |
| Československo      | 2               |
| Írán                | 2               |
| Maďarsko            | 2               |
| Rakousko            | 2               |
| Švýcarsko           | 2               |
| Alžírsko            | 1               |
| Bosna a Hercegovina | 1               |
| Česko               | 1               |
| Chile               | 1               |
| Jižní Afrika        | 1               |
| Jižní Korea         | 1               |
| Kanada              | 1               |
| Mexiko              | 1               |
| Pobřeží slonoviny   | 1               |
| Polsko              | 1               |
| Rusko               | 1               |
| Tchaj-wan           | 1               |
| Západní Německo     | 1               |
| Brazílie            | 1               |